# Popudnia
Popudnia (ukr. Попудня) – wieś na Ukrainie, w obwodzie czerkaskim, w rejonie humańskim.

## Urodzeni
- Wasyl Łypkiwski